# Jakub Kolas
Jakub Kolas (eigentlich Kanstantin Michailawitsch Mizkewitsch, belarussisch Канстанцін Міхайлавіч Міцкевіч; * 22. Oktoberjul. / 3. November 1882greg. in Akynzy im Rajon Stoubzy, Oblast Minsk; † 13. August 1956 in Minsk) war ein belarussischer Dichter und Schriftsteller.
Er gilt als Klassiker der weißrussischen Literatur und ist neben Janka Kupala eine der Hauptfiguren der belarussischen Wiedergeburt (belarussisch Адраджэнне) zu Beginn des 20. Jahrhunderts.

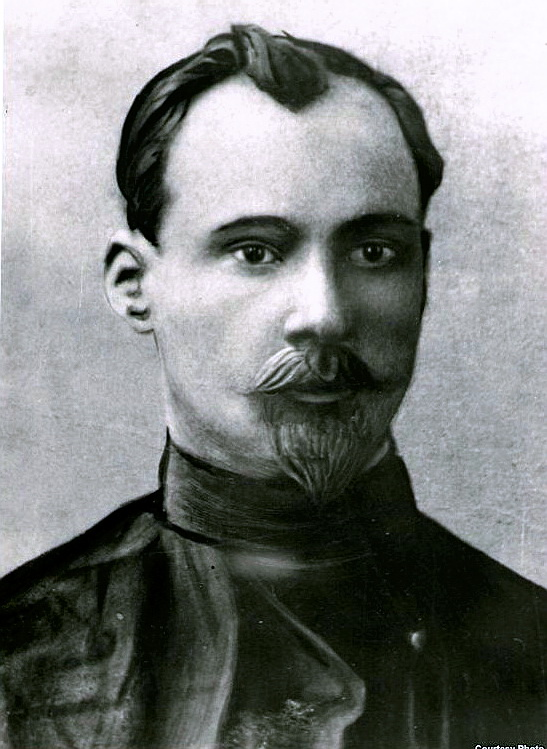
Jakub Kolas im Jahr 1908

## Leben

### Jugend
Kanstantin Michailawitsch Mizkewitsch wurde auf einem Gehöft in Akynzy, heute ein Bestandteil von Stoubzy, geboren und wurde orthodox getauft. Seine Eltern, der Förster Michail Kasimirawitsch und die Haushälterin Ganna Yurieuna, kamen aus dem Dorf Mikaleuschtschyna, 12 km entfernt von Stoubzy. Von den dreizehn Kindern der Familie erreichten nur neun das Erwachsenenalter. Kurz nach seiner Geburt zog die Familie nach Lastok, von 1890 bis 1904 lebten sie dann in Albuz bei Mikaleuschtschyna. Die malerischen Landschaften sowie die Geschichten der vorbeifahrenden Reisenden prägten den jungen Mizkewitsch sehr. Besonders großen Einfluss übte sein Onkel Antos auf ihn aus, der Mizkewitsch für Literatur begeistern konnte. Er brachte sich selbst die russische Grammatik bei und wurde zusammen mit seinem älteren Bruder im Haus eines sogenannten „Direktors“ unterrichtet, eines Jungen, der die Volksschule abgeschlossen hatte. Von 1892 bis 1894 konnte Mizkewitsch selbst die Schule in Mikaleuschtschyna besuchen. 1898 studierte er an der Lehrerhochschule in Njaswisch, die er 1902 abschloss.

### 1902–1921
Im ersten Jahrzehnt des 20. Jahrhunderts betätigte sich Mizkewitsch intensiver als Schriftsteller und seine Werke wurden erstmals gedruckt. Zwischen 1902 und 1905 arbeitete er als Lehrer in den Dörfern Ljusina im Rajon Hanzawitschy sowie in Pinkawitschy im Rajon Pinsk. Im November 1905 schrieb Mizkewitsch im Namen der Bewohner von Pinkawitschy eine Bitte an den Landherrn mit der Aufforderung, das Recht der Dorfbewohner auf Nutzung des Sees und des Ackerlandes zu bestätigen. Als Strafe dafür wurde Mizkewitsch von den Behörden an die Schule in Werchmen im Rajon Smaljawitschy versetzt. Am 9. und 10. Juli 1906 wurde er für seine Teilnahme an einem verbotenen Lehrerkongress in Mikaleuschtschyna, bei dem es um die Reorganisierung des öffentlichen Bildungssystems ging, von seinem Amt suspendiert. Am 1. September 1906 veröffentlichte Mizkewitsch sein Gedicht Unser Vaterland in der in Vilnius herausgegebenen Zeitung Nascha Dolia, in dem er sein Land als arm und gottvergessen bezeichnete. Dabei benutzte er zum ersten Mal sein Pseudonym Jakub Kolas. Darüber hinaus schrieb er aktiv für die Zeitung Nascha Niwa, die ebenfalls in Vilnius veröffentlicht wurde. Im Winter 1906/1907 lebte Kolas in einem Waldgehöft in Smaliarnia, wo er ohne Genehmigung eine Privatschule eröffnete. Anfang 1908 unterrichtete er erneut an einer Privatschule in Sani im Rajon Talatschyn. Am 15. September 1908 wurde Kolas für seine Aktivitäten in der Allrussischen Lehrerunion zu drei Jahren Haft verurteilt, die er in Minsk absaß. In den 1910er Jahren wendete sich Kolas größeren literarischen Formen mit philosophischen Interpretationen des Lebens zu. Er begann, an seinen Gedichten Das neue Land sowie Symon der Musiker zu arbeiten. Im Jahr 1909 war das erste Buch von Kolas im Verlag Die Sonne wird auch in unser Fenster scheinen in Sankt Petersburg veröffentlicht worden. In seinen frühen Werken behandelt Kolas oft das Leben der belarussischen Bauern, die trotz sozialer Hindernisse an eine Wiedergeburt ihres Landes glauben. Zwischen September 1911 und 1914 arbeitete Kolas erneut als Lehrer. Im August 1912 traf er zum ersten Mal den Dichter Janka Kupala, mit dem ihm eine lebenslange Freundschaft verband. Im Juni 1913 heiratete Kolas Maria Dzmitrieuna Kamenska, mit der er später drei Kinder hatte. Während des Ersten Weltkriegs diente er 1916 in einem Reserveregiment in der Stadt Perm und wurde im Sommer 1917 als Unterleutnant der rumänischen Front zugeteilt, konnte jedoch aufgrund einer Krankheit die Armee frühzeitig verlassen und zu seiner Familie in Obojan ziehen.

### 1921–1956

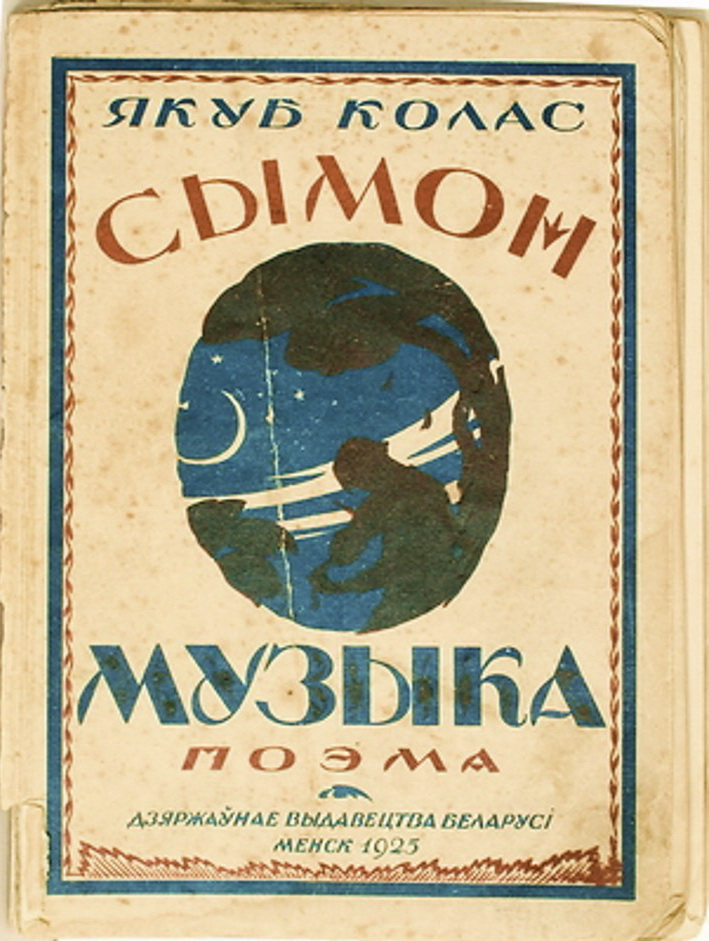
Das Buch Symon der Musiker von Jakub Kolas (1925)

1921 bat die Weißrussische Sozialistische Sowjetrepublik Kolas darum, nach Minsk zurückzukehren, wo er begann, für die wissenschaftlich-terminologische Kommission am Volkskommissariat für Erziehung sowie für das Institut für Belarussische Kultur zu arbeiten. Am 18. Oktober 1926 erhielt Jakub Kolas den Titel Volksdichter von Belarus und hatte somit Anspruch auf eine lebenslange Rente. 1929 wurde er Vizepräsident der Nationalen Akademie der Wissenschaften von Belarus. Von 1929 bis 1931 war Kolas ein Mitglied des Zentralausschusses der Belarussischen Sozialistischen Sowjetrepublik.
Mitte der 1920er Jahre stand Kolas unter Überwachung durch die sowjetischen Staatsorgane. Kolas wurde beschuldigt, ein „nationaler Demokrat“ zu sein, da er sich für die Ideen einer klassenlosen Gesellschaft in Belarus einsetzte. Zudem würden seine Werke das Leben der reichen Bauern idealisieren und die Rolle der Intelligenzija überschätzen. 1930 wurde Kolas gezwungen, seine politischen „Irrtümer“ öffentlich zu bereuen. Am 6. Februar 1938 wurde sein Haus nach Waffen durchsucht.
Trotz dieser Repressalien stand Kolas, im Gegensatz zu Janka Kupala, der Oktoberrevolution durchaus positiv gegenüber. In seinen Werken aus den 20er und 30er Jahren werden häufig sozialistische Themen wie Wiederaufbau, Kollektivierung oder Parteiarbeit behandelt. Während des Zweiten Weltkriegs lebte der Poet zeitweise in Kljasma bei Moskau, später in Taschkent und dann in Moskau. Ende 1944 kehrte er nach Minsk zurück und arbeitete für die Belarussische Akademie der Wissenschaften. Kolas wurde Stellvertreter der Obersten Sowjets der UdSSR und der BSSR, ein Mitglied des Zentralkomitees der 20., 21. und 22. Kongresse der Kommunistischen Partei von Belarus, Mitglied des Allunions-Komitees für Staatspreise für Literatur und Kunst, stellvertretender Vorsitzender des pan-slawischen antifaschistischen Komitees, Vorsitzender des belarussischen Friedensausschusses und Mitglied des sowjetischen Friedenskomitees. 1956 äußerte er sich in einem Brief an die Regierung besorgt über den Zustand der belarussischen Sprache und die vorgeschlagenen Maßnahmen zur Verteidigung der Landessprache. Kolas verstarb am 13. August 1956 an seinem Schreibtisch in Minsk und wurde auf dem Militärfriedhof beigesetzt.

## Sonstiges
Der Onkel von Jakub Kolas, Jasep Ljosik, war von Juni 1918 bis Dezember 1919 Präsident der Belarussischen Volksrepublik.

## Auszeichnungen und Ehrungen

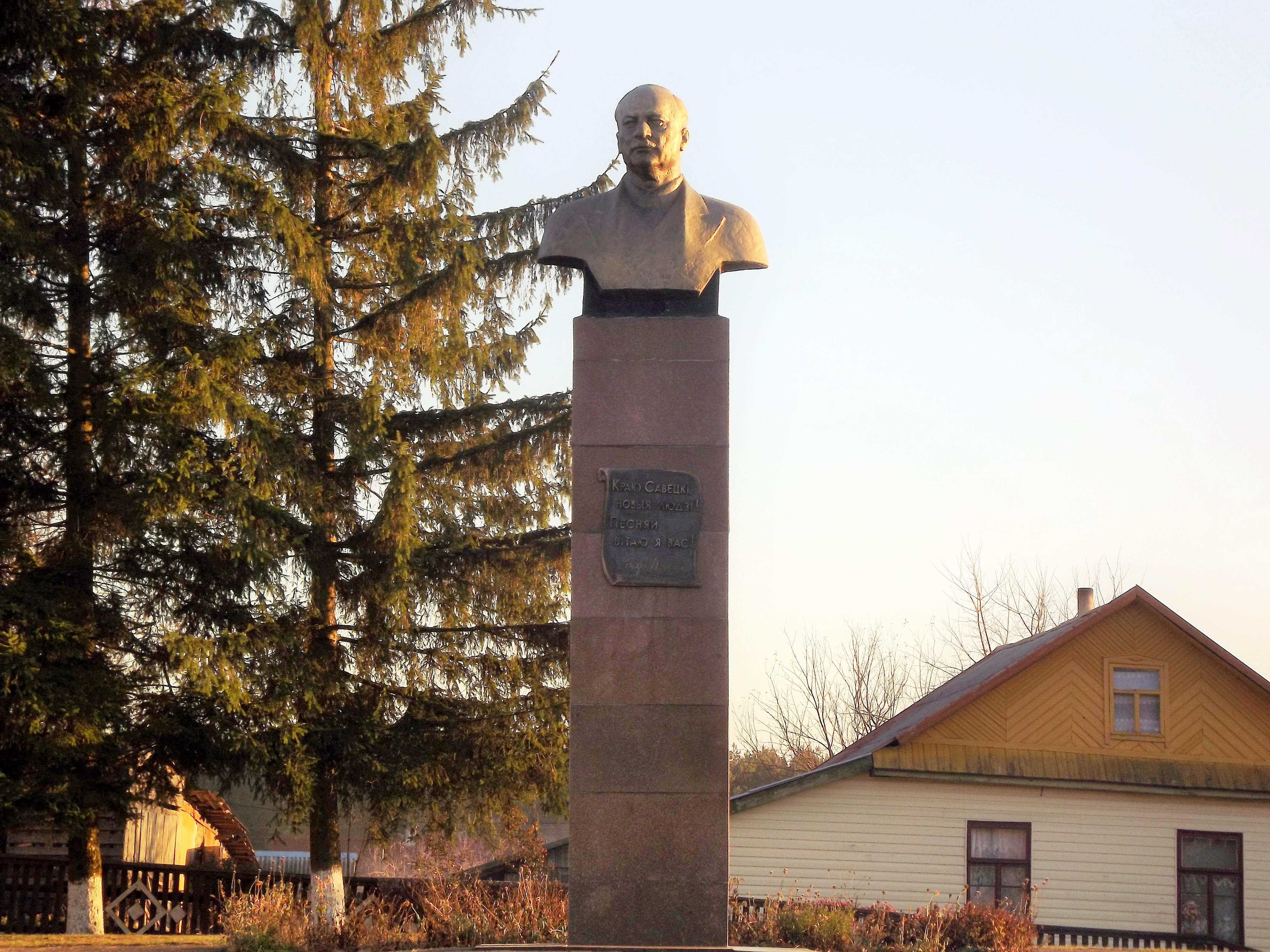
Jakub-Kolas-Denkmal (A. K. Glebow, 1972), Mikalajewschtschina, Rajon Stoubzy

Für sein Werk wurde Kolas verschiedentlich ausgezeichnet. Er erhielt 1946 und 1949 den Stalinpreis, empfing fünfmal den Leninorden, je einmal den Rotbannerorden und den Orden des Roten Banners der Arbeit. 1926 wurde er Volkspoet der Weißrussischen Sozialistischen Sowjetrepublik. Nach dem Ende des Zweiten Weltkrieges wurde er mit der Medaille Partisan des Großen Vaterländischen Krieges ausgezeichnet.
Von 1959 bis 1965 wurde der Jakub-Kolas-Literaturpreis und ab 1965 der Yakub-Kolas-Staatspreis von Belarus für prosaische und literarische Werke verliehen. Ebenfalls wurde nach ihm die Nationale Akademie der Wissenschaften von Belarus sowie das Nationale Akademische Dramatheater in Wizebsk benannt.
In Minsk befindet sich der Jakub-Kolas-Platz, auf dem ein Denkmal des Dichters sowie Skulpturen von Figuren aus seinen Werken errichtet wurden.

## Werke (Auswahl)

### Gedichte
- Es verschwand ein Mensch (1913)
- Neue Erde (1923)
- Symon-Musyka (1925)
- Gericht im Wald (1943)
- Vergeltung (1946)
- Fischerhütte (1947)

### Geschichten
- In Polesiens Wildnis (1923)
- In der Weite des Lebens (1926)
- In den Tiefen Polesiens (1927)
- Aufgegeben (1932)
- Drygwa (1934)

## Deutsche Übersetzungen
- Partisanen am Pripjat. Roman. Deutsch von Felix Loesch. Kultur und Fortschritt, Berlin 1960.
- Märchen des Lebens. Übersetzungen von Gundula Tschepego, Hartmut Herboth und Stefan Döring. Der Morgen, Berlin 1989.
- Eine unheimliche Begegnung. Übersetzt von Gundula Tschepego. In: Sylvia Geist (Hrsg.): Der junge Drache irrt nicht. Kindheit und Jugend. Rabenrat, Hannover 1994, S. 8–16.